# District de Viluppuram
Le district de Viluppuram est un district de l'État du Tamil Nadu, dans le sud de l'Inde.

## Géographie
Sa capitale est Viluppuram.
La superficie du district est de 7 194 km2. En 2011, il comptait 3 458 873 habitants.

Il comprend notamment le village de Dalavanur

## Patrimoine
Ce district contient, entre autres, un important temple shivaïte du règne de Narasimhavarman II, roi Pallava de la fin du VIIe siècle et du début du VIIIe siècle : le temple de Talagirisvara situé près du village de Panamalai (tamoul : பனமலை, paṉamalai).